# Zwillingsrückschlagventil

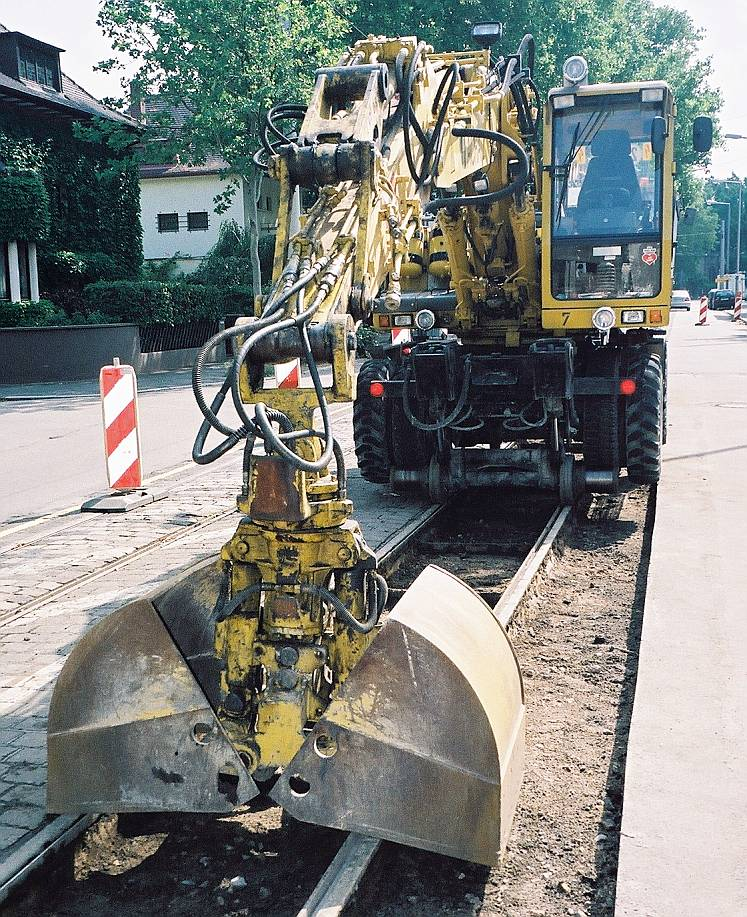
Hydraulikbagger

Das Zwillingsrückschlagventil oder auch Sperrblock ist ein in den Verbraucherleitungen wechselseitig entsperrbares Rückschlagventil. Zwillingsrückschlagventile werden meist in Verbindung mit hydraulischen Linearantrieben (Zylindern) eingesetzt. In der Zusammenschaltung mit Wegeventilen und Zylindern werden sie zwischen dem Wegeventil und dem Zylinder eingebaut. Da diese Ventile absolut dicht sind, ermöglichen sie das Halten von Lasten ohne Drift. Anwendung findet das Zwillingsrückschlagventil z. B. am Hydraulikbagger.

## Technische Details und Funktionsweise
Ein Zwillingsrückschlagventil besteht aus zwei hydraulisch entsperrbaren Rückschlagventilen, die in einem gemeinsamen Gehäuse integriert sind. Diese Bauweise ermöglicht die wechselseitige Sperrung und Entsperrung der beiden Verbraucherleitungen (z. B. A und B) eines doppelt wirkenden Hydraulikzylinders.
Im gesperrten Zustand verhindert das Ventil den Rückfluss von Hydraulikflüssigkeit, wodurch eine unbeabsichtigte Bewegung des Zylinders, beispielsweise durch Leckage oder externe Lasten, vermieden wird. Die Rückschlagventile sind dabei leckölfrei dicht und gewährleisten so eine zuverlässige Lastabsicherung.
Die Entsperrung erfolgt hydraulisch über eine Steuerleitung. Wird beispielsweise der Anschluss A mit Druck beaufschlagt, öffnet das Rückschlagventil auf der gegenüberliegenden Seite (B), sodass die Hydraulikflüssigkeit ungehindert abfließen kann. Dieser Mechanismus ermöglicht eine kontrollierte Bewegung des Zylinders in beide Richtungen.
Einige Ausführungen verfügen über eine Vorentlastung, die Entspannungsschläge bei hohen Drücken und großen Verbraucher-Volumina unterdrückt. Dies führt zu einem sanfteren Schaltverhalten und erhöht die Betriebssicherheit.